# Malacoceros derjugini
Malacoceros derjugini är en ringmaskart som först beskrevs av Uschakov 1948.  Malacoceros derjugini ingår i släktet Malacoceros och familjen Spionidae. Inga underarter finns listade i Catalogue of Life.